# ناحیه راکلند، میشیگان
ناحیه راکلند (به انگلیسی: Rockland Township) یک منطقهٔ مسکونی در ایالات متحده آمریکا است که در شهرستان انتوناگون، میشیگان واقع شده‌است.
 ناحیه راکلند  ۲۲۸ نفر جمعیت دارد و ۲۷۵ متر بالاتر از سطح دریا واقع شده‌است.